# Verbkî, Semenivka
Verbkî (în ucraineană Вербки) este un sat în comuna Ustîmivka din raionul Semenivka, regiunea Poltava, Ucraina.

## Demografie
Componența lingvistică a localității Verbkî
     Ucraineană (97,17%)
     Rusă (2,3%)
     Alte limbi (0,36%)
Conform recensământului din 2001, majoritatea populației localității Verbkî era vorbitoare de ucraineană (97,17%), existând în minoritate și vorbitori de rusă (2,3%).